# Избеглии
Избеглии е село в Южна България. То се намира в община Асеновград, област Пловдив.

## География
Село Избеглии е разположено на 12 км източно от Асеновград в посока Първомай и на 2 км от Араповския манастир „Св. Неделя“, на източния бряг на река Голяма Сушица.

## История
Селото е основано към 1690 г. от бегълци от турските размирици, жители на гр. Хасково и с. Колкотница и околните села и затова носи името Избеглии. Годината на основаването на селото не се помни точно и не е документирана, но определено е по време на османската власт. Според местното предание селото е основано от бегълци от низината, спасяващи се от погромите на кърджалии и даалии. Това дава основание да се предположи, че става дума за 17-и-18 век. Награбили покъщнина и всичко преносимо, българите се втурнали за спасение. През 1885 г. селото активно участва с чета в Конушката дружина при Съединението на Княжество България с Източна Румелия.
Църквата „Св. Троица" е построена със създаването на селището и оттогава в нея се почитат всички християнски празници и ритуали. През 1928 г. по време на голямото Чирпанско земетресение църквата е разрушена и благодарение на материалната подкрепа на Англия тя е възстановена, реставрирана и запазена до днес.
Голяма роля в развитието на селото е изиграл манастирът „Света Неделя“ (Араповският манастир) до село Златовръх, както върху религиозното съзнание, така и върху възрожденския и революционен дух на местното население. По време на османската власт в манастира са намирали убежище българските хайдути и революционери /известни са в исторически план посещенията на великия български революционер Васил Левски и неговите контакти с жителите на Избегли /. Игумен на манастира е бил дякон Викентий – първи братовчед на Иван Вазов, съпровождан от брат си Райчо Чобанов / голямата фамилия Райчеви в с. Избеглий са негови наследници / и майката на Иван Вазов.
По време на съпротивителното движение— партизаните от бригада „Васил Коларов“ винаги са намирала убежище в манастира. Населението на село Избеглии, винаги с буден дух, е било напълно съпричастно на своите закрилници и помагало кой с каквото може за тяхното оцеляване при трудни ситуации.
През 1919 г. е основано читалище „3емеделска просвета“. През 1922 година е построено и открито училището.
През 1933 година е построен воден сифон, уникален за времето си, защото едната река минава под другата. Построяването се налагало заради отглеждането на ориз. И до днес този сифон работи.
През 1945 г. е създадена една от първите в страната трудови земеделски кооперации, в която доброволно участва близо 80% от жителите на селото, 44 години кооперацията осигурява работа и стабилен живот на населението и извършва благоустройство на селото, завидно за времето си: построена е голяма читалищна сграда с голям киносалон, богата библиотека и помещения, където активно са се провеждали репетиции на местния театрален състав под ръководството на директора на училището, местния поет и талант Ганчо Попов и народен хор и танцов състав под ръководството на учителя и самодеец Ангел Филипов.
През 1971 г. се построява язовир „Избегли" с вместимост 600 000 куб. вода върху 150 дка площ. Строителството на язовира спомага да се развива едно успешно зеленчукопроизводство и овощарство и спомага за просперитета на селото и осигуряване работа на местното население. Популярна е избеглийската червена капия.
В днешно време селото наброява около 800 жители, има детска градина, която се посещава от децата на селата Избегли и Конуш. Земята е върната на нейните собственици и се обработва от земеделска кооперация „Плодородие“. Отглеждат се житни култури и тютюн. Селото е с изградена инфраструктура, има асфалтирани пътища и водопровод.

## Забележителности
- Араповският манастир „Света Неделя“, на два километра от селото.
- Пещерата Фидяфкина дупка (Самодивската пещера). Има поверие, че на лятното слънцестоене (Еньовден) самодивите играят своите танци около пещерата.
- По пътя Конуш – Избегли се намира Голямата могила – Кулето, останка от древнотракийско селище, състоящо се от къщурки и плетища, измазани с кал, открити са и много керамичини съдове използвани от древните ни предшественици. Могилата е запазена и до днес.
- В местността „Свети Илия“ в близост до селото има находища от кремък (разновидност на халцедона).
- На 1 км югоизточно от селото е построен параклис „Св. Дух“, който се намира сред горичка от американски дъб.
- В чест на 1300 години от основаването на България е построен паметник в центъра на селото, на който са записани имената на загиналите в Балканската, Междусъюзническата, Първата и Втората световни войни селяни.
- Много известна е изключителната, богата на звуци, ритъм и движение „избеглийска ръченица“ включена в репертоара на известни народни оркестри, изпълнявана е от виртуози в народната музика Рамадан Лолов, Петко Радев и Конушкият народен оркестър с ръководител Никола Илиев, която разкрива истинската същност на емоноционалното богатство на избеглийци.
- Бачковски манастир – на около 16 км от селото.

## Редовни събития
Ежегодно през месец юни, в деня на Светия Дух, се организира събора „Света Троица“, празника на плодородието, което селото празнува и посреща гости.

## Личности
- Христоско Стефанов, български революционер от ВМОРО, четник на Тане Николов[2]
- Гуга войвода, българска хайдутка